# Хюмир

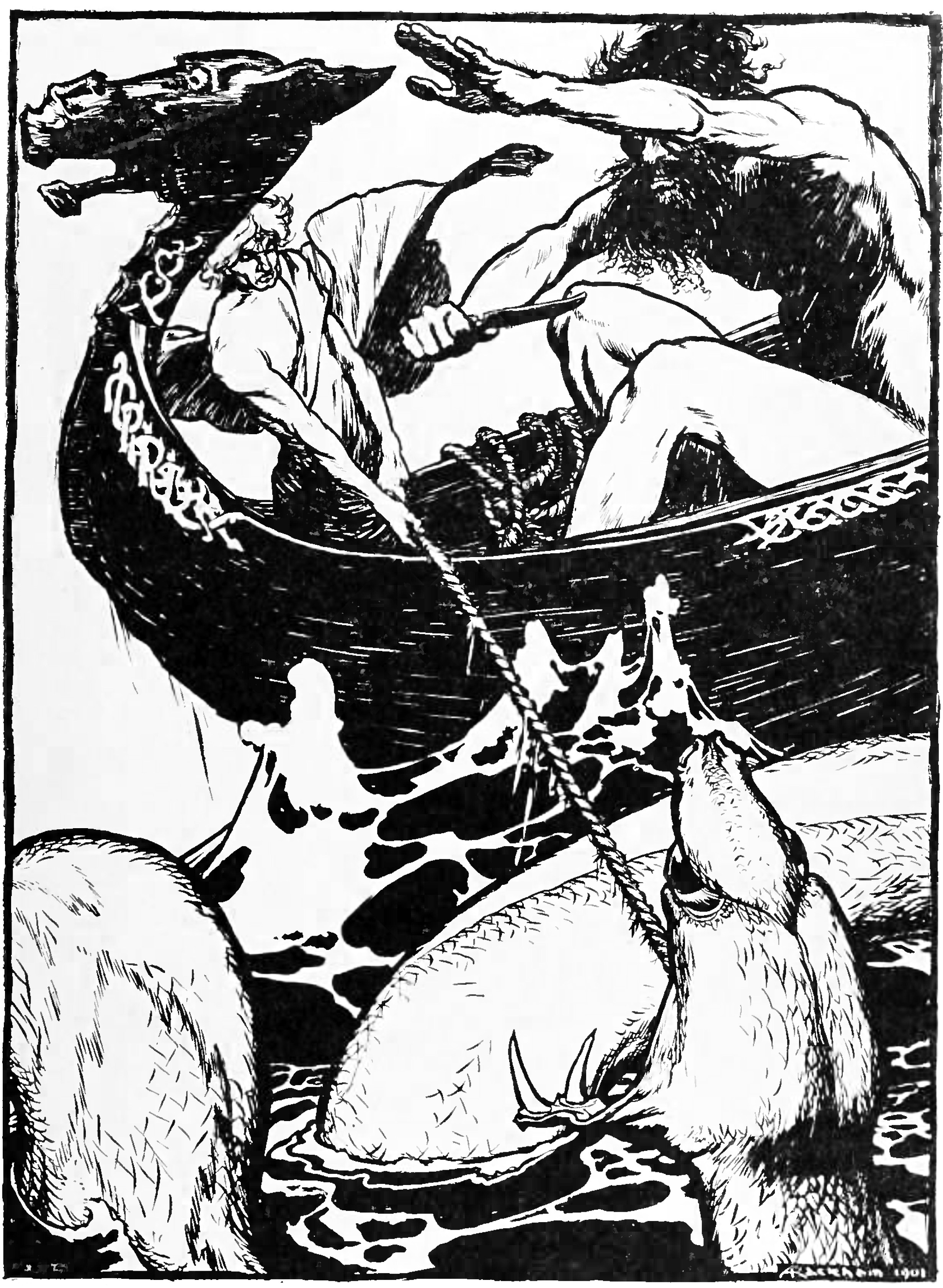
Тор, Хюмир и Ёрмунганд. Артур Рэкхэм, рисунок 1901 года

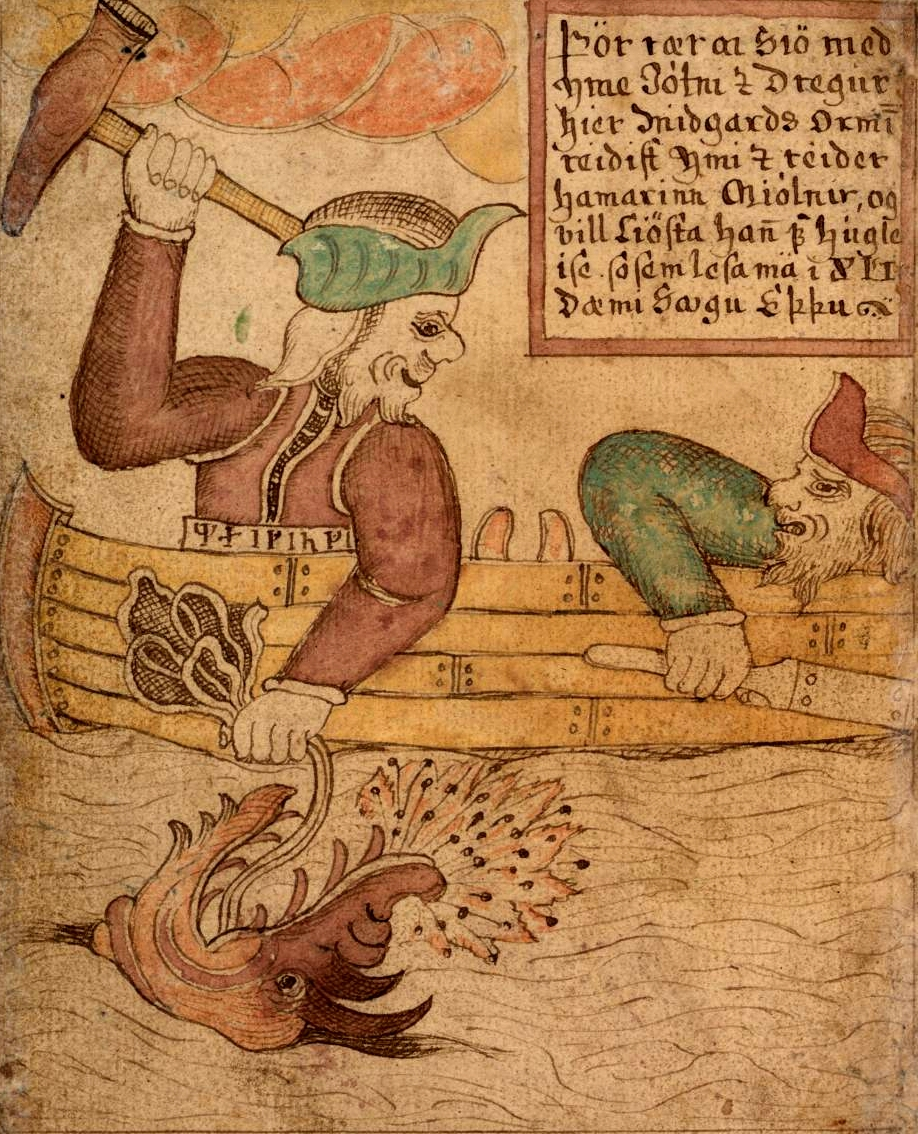

Хюмир, Гюмир или Гимир (др.-сканд. Hymir) — в германо-скандинавской мифологии великан, сохранявший нейтралитет с асами. Его голова была необычайно твёрдой, считалось, что нет ничего твёрже его лба.
По преданиям, он живёт в Нифльхейме, в огромной пещере на берегу моря. В мифах упоминается дважды: первый раз — когда он вместе с Тором плавал ловить мирового змея Ёрмунганда, а второй — когда Тор забрал у него котёл для пира в память о Бальдре. Эти сюжеты описываются в «Старшей Эдде» («Песнь о Хюмире»).
Гимир приходится дядей Тюру, которого родила его сестра от Одина.